# Giulio Clemente Scotti
Pour les articles homonymes, voir Scotti.
Giulio Clemente Scotti (1602-1669) est un jésuite italien du XVIIe siècle.

## Biographie
Giulio Clemente Scotti naquit en 1602à Plaisance, d’une ancienne et illustre famille. Il fut envoyé de bonne heure à Côme, pour y faire ses études, et, à quinze ans, sollicita son admission chez les jésuites. À la considération de ses parents, il fut attaché d’abord au Collège romain ; mais c’était un théâtre trop grand pour lui ; et il eut le regret de se voir bientôt éclipsé par ses jeunes confrères. À l’exemple de Pallavicino, il voulut terminer ses examens par des thèses publiques : mais il échoua complètement. Sa vanité le consola cependant de cette disgrâce, qu’il se flattait de réparer à la première occasion. On l’envoya professer la philosophie à Parme et ensuite à Ferrare ; mais la chaire de théologie scolastique était l’objet de son ambition ; et il prit le parti de la demander. Le refus qu’il éprouva de la part de ses supérieurs lui parut une injustice révoltante. Dans son dépit, il cessa d’enseigner la philosophie, et il songea même à quitter l’institut, persuadé que ses talents seraient mieux appréciés dans un autre ordre. Le repentir qu’il témoigna de ses démarches lui mérita son pardon ; et il fut nommé recteur de la maison des jésuites à Carpi. Il y passa deux années, sans donner aucun sujet de plainte ; mais, en 1643, ayant appris qu’un de ses parents était malade à Venise, il se rendit dans cette ville, sans en prévenir le général, comme c’était son devoir. Il prolongea son séjour à Venise, sans daigner en demander la permission, et revint ensuite reprendre ses fonctions à Carpi ; mais il ne tarda pas d’être appelé à Rome, où il resta sans emploi. De toutes les punitions qu’on pouvait lui infliger, c’était la plus sensible pour un homme du caractère de Scotti. Dans l’isolément où il vivait, son imagination échauffée s’exagérait les torts de ses supérieurs à son égard ; et, confiant ses griefs au papier, il composa quelques écrits contre la Compagnie de Jésus, en attendant que des circonstances favorables lui permissent de les mettre au jour. Après la mort du général Muzio Vitelleschi (9 février 1645), les supérieurs, craignant que Scotti ne vînt à bout d’entraver l’élection, jugèrent à propos de le faire partir pour Parme. Il reçut, dans le chemin, deux lettres anonymes, par lesquelles on l’avertissait que ses écrits contre la Compagnie de Jésus étaient connus. Il se rendit alors à Venise, où il prit l’habit séculier, et se hâta de publier la Monarchie des Solipses, ouvrage dans lequel il censure amèrement les vices qu’il avait cru remarquer dans la Compagnie. En vain le nouveau général tenta de lui persuader ou de rentrer dans la Compagnie ou de choisir un autre ordre : Scotti persista dans son projet de rester indépendant. Il obtint en 1650, une chaire de philosophie à Padoue, avec trois cents florins de traitement ; et, deux ans après, il se fit agréger aux facultés de philosophie et de médecine de cette ville. Une des chaires de droit canonique était venue à vaquer en 1653, elle fut donnée à Scotti ; mais il ne la conserva pas longtemps. Sur les plaintes de ses anciens confrères, en 1658, on le remplaça, en lui réservant toutefois une pension. Scotti mourut à Padoue, le 9 octobre 1669, à l’âge de 67 ans, et fut enterré dans l’église de Saint Augustin, où l’un de ses amis, Giacomo Caimo, lui fit élever un tombeau décoré d’une épitaphe flatteuse. 

## Œuvres
On lui attribue un violent pamphlet contre les Jésuites, Monarchia Solipsorum, publié à Venise en 1645. Scotti le publia sous ce titre : Lucii Cornelii Europæi , monarchia Solipsorum, ad Leon. Allatium, Venise, 1645, in-12. Il fut réimprimé plusieurs fois en Hollande, notamment par les Elzevier (Juxta exemplar Venetum), Amsterdam , 1648, in-12, et en Allemagne, avec divers écrits satiriques de Scioppius. Cette utopie, publiée en latin sous le pseudonyme de Lucius Cornelius Europaeus, a d'abord été attribuée au Jésuite hongrois Melchior Inchofer, avant d'être donnée de manière quasiment unanime à Scotti, bien que la question ait été récemment rouverte. Elle a été traduite en français par Pierre Restaut sous le titre La Monarchie des Solipses (Amsterdam, 1722).
L’édition de Venise, 1652, in-12, porte, sur le frontispice, le nom du P. Melchior Inchofer ; et Restaut, qui s’en est servi pour sa traduction française, Amsterdam, 1721, 1754, in-12, n’a pas manqué d’indiquer le P. Inchoffer comme l’auteur de la Monarchie des Solipses. Plusieurs bibliographes ont adopté cette opinion ; et malgré les arguments par lesquelles le P. Oudin a démontré que l’ouvrage ne peut pas avoir d’autre auteur que Scotti, les avis restent encore partagés. M. J. Gottl. Kneschke, dans une dissertation spéciale : De auctoritate libelli de Monarchia Solipsorum, publié en 1812, déclare qu’après avoir examiné les raisons des deux partis, il reste indécis. Les jésuites d’ailleurs, mieux informés que personne de ce qui se passait dans leur intérieur, en répondant à la Monarchie des Solipses, n’ont pas fait une seule allusion au P. Inchoffer, tandis que le P. Théophile Raynaud a intitulé sa réfutation : Judicium de libro Clementis Scotti, et que le cardinal Pallavicino, dans ses Vindicationes Societatis Jesu, nomme également Scotti. Le crédit d’Allatius empêcha de mettre à l'Index un ouvrage qui lui était dédié. Scotti ne fut pas toujours aussi heureux. Son traité De potestate pontificia in societatem Jesu, Paris (Venise, 1646, in-4°), fut condamné par le pape Innocent X, auquel il l’avait adressé, dans l’espoir qu’il ordonnerait des réformes dans le gouvernement de la Comapagnie de Jésus.